# سعد مامون
سعد مأمون (انگلیسی: Saad Mamoun; ۱۴ مهٔ ۱۹۲۲ – ۲۸ اکتبر ۲۰۰۰) سپهبد نیروی زمینی مصر و قهرمان جنگ مصری بود که در خلال جنگ یوم کیپور فرماندهی ارتش دوم مصر را برعهده داشت.
او در سال ۱۹۴۳ پس از فارغ‌التحصیلی از آکادمی نظامی مصر، در یک هنگ پیاده‌نظام به خدمت گرفته شد. او در بحران سوئز در سال ۱۹۵۶ به عنوان فرمانده یک گردان ضد تانک پیاده‌نظام زخمی شد. او به همراه محمد عبدالغنی الجسمی، حسنی مبارک، حلمی عفیفی عبدالبر و کمال حسن علی، یکی از اعضای اصلی و نزدیک حلقه داخلی رئیس جمهور انور سادات بود.
در طول شورش‌های نان مصر در سال ۱۹۷۷، به عنوان فرمانده منطقه نظامی مرکزی، او به خاطر امتناع از استفاده از نیروی مرگبار علیه معترضان در قاهره و متقاعد کردن رئیس‌جمهور سادات برای پذیرش برخی از خواسته‌های مردمی مانند ادامه یارانه‌های غذا و انرژی شناخته شده است. مامون پس از بازنشستگی از ارتش مصر، تا سال ۱۹۸۳ به عنوان فرماندار قاهره خدمت کرد.